# 550 a.C.
Séculos: (Século VII a.C. - Século VI a.C. - Século V a.C.)

## Eventos
- O zoroastrismo se torna a religião oficial da Pérsia
- Fim do reinado de Agásicles, rei de Esparta, que governou de 575 a.C. a 550 a.C.
- Inicio do reinado de Aríston de Esparta, rei de Esparta, que governou de 550 a.C. a 515 a.C.
- Florescimento do teatro na Grécia Antiga 550 a.C a 220 a.C

## Mortes
- Agásicles, rei de Esparta.